# Astaena hirsuta
Astaena hirsuta är en skalbaggsart som beskrevs av Frey 1973. Astaena hirsuta ingår i släktet Astaena och familjen Melolonthidae. Inga underarter finns listade.